# Primeiro Comando da Capital

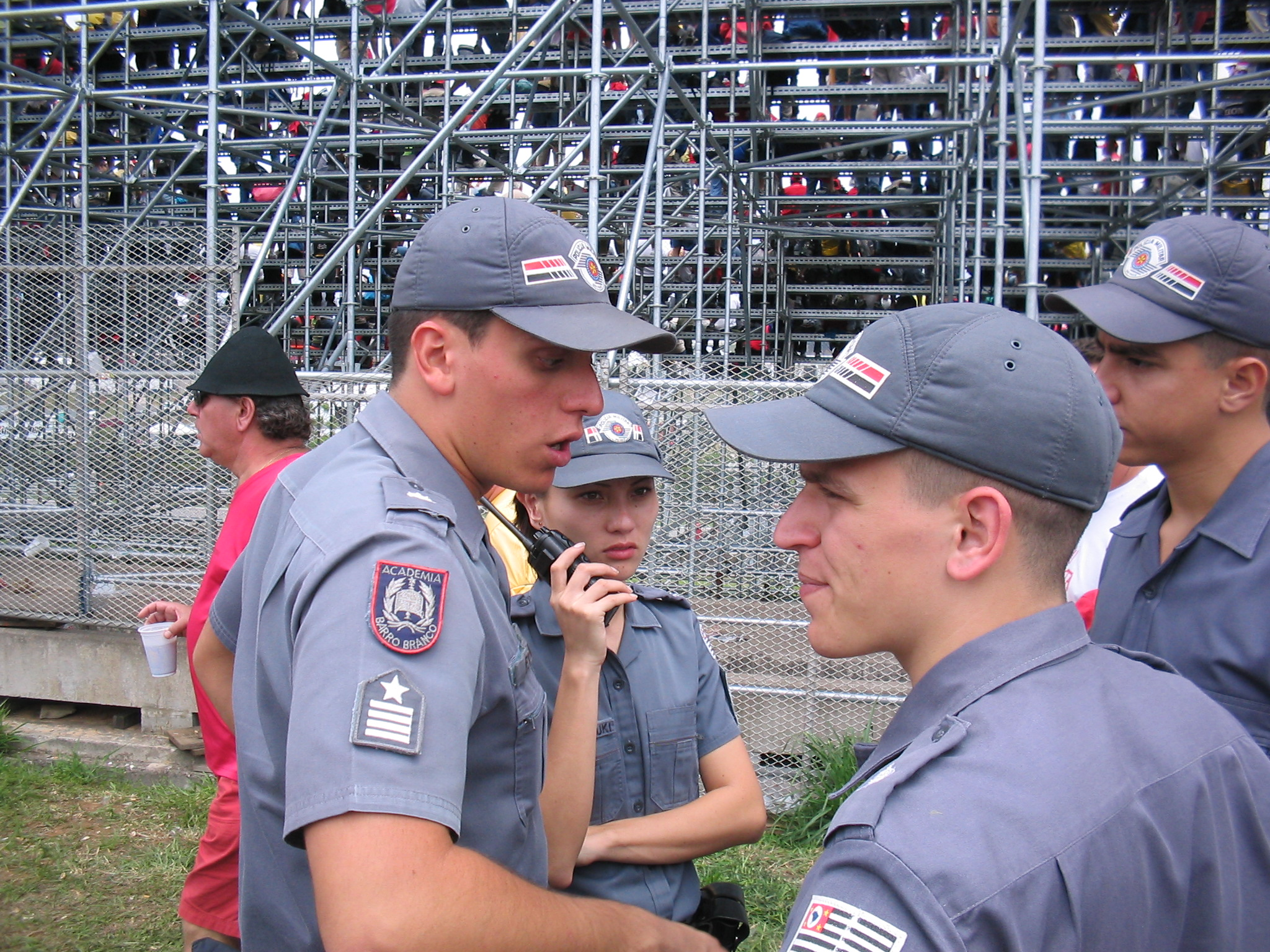
Policía Brasileña en una redada contra el Primeiro Comando da Capital.

El Primeiro Comando da Capital (llamado usualmente en español Primer Comando de la Capital, también conocido como PCC) es una organización criminal brasileña. Según un informe del gobierno brasileño de 2012, es la organización criminal más grande de Brasil, con casi 30 000 miembros, 6000 de los cuales están en prisión.
La organización se financia principalmente con el narcotráfico, pero los robos de carga, los robos a bancos y los secuestros también son fuentes de ingresos. El grupo está presente en el 90% de las cárceles de São Paulo, los negocios privados de los líderes y la propia facción tienen una facturación estimada por la inteligencia policial en al menos 400 millones de reales por año. Algunos policías y fiscales creen que esa cifra podría rondar los 800 millones de reales.
El PCC surgió en el inicio de los años noventa en el Centro de Rehabilitación Penitenciaria de Taubaté, Región Metropolitana del Valle del Paraíba y Litoral Norte, a 130 km de la capital paulista, donde eran transferidos prisioneros considerados de alta peligrosidad por las autoridades legales. El PCC posee su propio estatuto, el llamado Estatuto del PCC, donde están las prescripciones y la razón de ser de esta organización. La organización también es conocida por 15.3.3 porque la letra P ocupa el 15.º lugar en el alfabeto portugués (excluyendo la letra K) y la letra C es la tercera en dicho alfabeto.
La organización criminal se basa principalmente en el Estado de São Paulo y está activa en al menos 22 de los 27 estados del país, así como en países limítrofes como Paraguay y Bolivia. Hoy en día la organización es dirigida a presos y fugitivos principalmente del Estado de São Paulo.
Varios de los exlíderes de la organización se encuentran en prisión, como el criminal Marcos Willians Herbas Camacho (también conocido como "Marcola", el líder del PCC) quien cumplió una condena de 44 años, principalmente por robo a un banco, en el Centro de Readaptación Penitenciaria de Presidente Venceslau, donde estuvo retenida toda la cúpula de la facción hasta que fue trasladada junto con los otros 21 delincuentes del PCC a las prisiones federales de máxima seguridad de Porto Velho (RO), y Mossoró (RN) y Brasília (DF) el 13 de febrero de 2019.

## Historia

### Origen
El PCC fue fundado en 31 de agosto de 1993 por ocho presos en el anexo de la Casa de Custodia de Taubaté (a 130 km de São Paulo), llamada del "Piranhão", en la altura la prisión más segura del Estado de São Paulo. El grupo se inició durante un juego de fútbol, cuando algunos detenidos pelearon y, como forma de escapar del castigo, pues varias personas habían muerto, resolvieron iniciar un pacto de confianza y protección. Era constituido por Misael Aparecido da Silva ("Misa"), Wander Eduardo Ferreira ("Eduardo Cara Gorda"), Antonio Carlos Roberto de la Pasión ("Pasión"), Isaías Moreira del Nacimiento ("Isaías Raro"), Ademar de los Santos ("Dafé"), Antonio Carlos de los Santos ("Bicho Feo"), César Augusto Roris da Silva ("Cesinha") y José Márcio Felício ("Geleião").

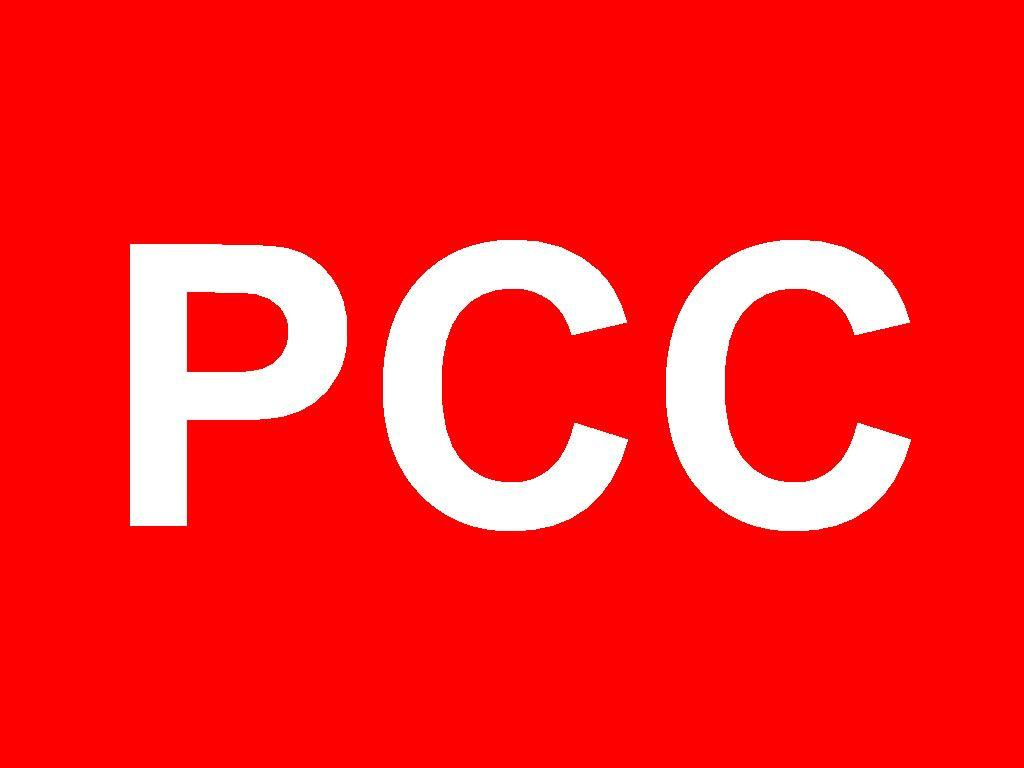
Logo do Primeiro Comando da Capital

El PCC, que fue también llamado en el inicio como Partido del Crimen y de 15.3.3, a causa del orden de las letras "P" y "C" en el alfabeto, afirmaba que pretendía "combatir la opresión dentro del sistema penitenciario paulista" y "para vengar la muerte de los 111 presos", el 2 de octubre de 1992, en la "masacre de Carandiru", cuando la Policía Militar mató a reclusos en el pabellón 9 de la extinta Casa de Detención de São Paulo. El grupo usaba el símbolo chino del equilibrio 'yin-yang', a negro y blanco, fue adoptado como emblema de la facción, considerando que era "una manera de equilibrar el bien y el mal con sabiduría".

### Consolidación
En febrero de 2001, Sombra se hizo el líder más expresivo de la organización al coordinar, por teléfono celular, rebeliones simultáneas en 29 presidios paulistas, que se saldaron en 16 presos muertos. Idemir Carlos Ambrósio, lo "Sombra", también llamado de "padre", fue golpeado hasta a la muerte en el Piranhão cinco meses después por cinco miembros de la facción en una lucha interna por el comando general del PCC. El PCC comenzó entonces a ser liderado por "Geleião" y "Cesinha", responsables por la alianza del grupo con la facción criminal Comando Rojo (CV), de Río de Janeiro.
"Geleião" y "Cesinha" pasaron a coordinar atentados violentos contra edificios públicos, dirigidos desde el Complejo Penitenciario de Bangú, donde se encontraban detenidos. Considerados "radicales" por otra corriente del PCC, más "moderada", Geleião y Cesinha usaban atentados para intimidar las autoridades del sistema penitenciario y fueron depuestos del liderazgo en noviembre de 2002, cuando el grupo fue asumido por el actual líder de la organización, Marcos Willians Herbas Camacho, el "Marcola". Además de depuestos, fueron jurados de muerte bajo la alegación de que hayan hecho denuncias a la policía y crearon el Tercero Comando Capital (TCC). Bajo el liderazgo de Marcola, también conocido como Playboy, actualmente detenido por asalto a bancos, el PCC habrá participado en el asesinato, en marzo de 2003, del juez-corregidor Antonio José Machado Dias, el "Machadinho", que dirigía el Centro de Readaptación Penitenciaria (CRP) de Presidente Bernardes (589 km de São Paulo), hoy la prisión más rígida de Brasil y para donde los miembros del PCC temen ser transferidos. La facción había recientemente presentado como uno de sus principales objetivos promover una rebelión con el fin de "desmoralizar" al gobierno y destruir el CRP, donde los detenidos pasan 23 horas confinados a las celdas, sin acceso a periódicos, revistas, radios o televisión.
Para conseguir dinero para financiar el grupo, los miembros del PCC exigen que los "hermanos" (socios) paguen una tasa mensual de 50 reales, si estuvieran detenidos, y de 500, si estuvieran en libertad. El dinero es usado para comprar armas y drogas, además de financiar acciones de rescate de presos conectados al grupo. Para hacerse miembro del PCC, el criminal necesita ser "bautizado", o sea, presentado por un otro que ya forme parte de la organización y cumplir un estatuto de 16 ítems, redactado por los fundadores. Por el debilitamiento del Comando Vermelho de Río de Janeiro, que ha perdido varios puntos de venta de droga en Río, el PCC aprovechó para ganar campo comercialmente y llegar a la actual posición de la mayor facción criminal del Brasil.

### Actividad armada
En octubre de 2002, la Policía Civil de São Paulo reveló, tras una investigación, que la sede de la Bolsa de Valores de São Paulo había sido escogida como blanco de un atentado terrorista que sería perpetrado por la facción criminal PCC, con amenazas de uso de explosivos. El ataque terminó por no producirse debido a la detención de Petronília Maria de Carvalho Felício, lo que hizo que los miembros de la facción desistieran del acto. En la historia de Bovespa hasta ese momento, solo había registros de amenazas anónimas realizadas por teléfono, pero el edificio ni siquiera fue evacuado.

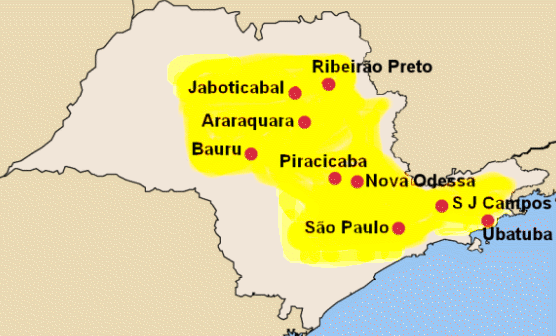
Localidades afectados por la ola de violencia de 2006, en el Estado de São Paulo

Entre los días 21 y 28 de marzo de 2006, diversas unidades penitenciarias del Estado de São Paulo fueron tomadas por revuelta de sus internos. Los "CDPs", o centros de detención provisional de Mauá, Mogi das Cruzes, Franco da Rocha, Caiuá e Iperó, fueron los primeros a que sean tomados por las rebeliones (21 de marzo). Durante aquel periodo, otras unidades también fueron escenario de rebeliones, la Cadena Pública de Jundiaí el 22 de marzo, y los "CDPs" de Diadema, Taubaté, Pinos y Osasco el 27 de marzo. Como reivindicaciones presentadas, reclamaban los amotinados de la sobrepoblación penitenciaria, recogiendo transferencia de presos con condenas definitivas para penitenciarias, así como el aumento en el número de visitantes y la modificación del color de sus uniformes. Estaban descontentos con el color amarillo y postulaban lo retorno para el color beige de sus uniformes. Las rebeliones, algunas como rehenes fueron contenidas, pero los daños provocados en las unidades comprometieron gravemente la normal utilización.
Por esas fechas el PCC contaba con 6.000 a 20.000 combatientes armados, lo que lo hace más poderoso que el CV (que tiene 10 000 combatientes, la mitad niños) en Sao Paulo. Se calcula que hay 140.000 presos, el 40% del total brasileño.
A fines de 2012 comenzó otra ola de ataques contra la policía. Aparentemente, la causa fue un anuncio hecho por los líderes del PCC y difundido entre los pandilleros fuera de la cárcel. Durante unos treinta días, todos los días uno o dos policías fueron asesinados, la mayoría en circunstancias de indefensión, como en licencia, vacaciones o incluso oficiales retirados. Muchos policías fueron asesinados frente a familiares o amigos, generalmente cuando llegaban o salían de sus casas. En diciembre, las muertes comenzaron a disminuir y cesaron sin motivo conocido.
En julio de 2019, en un trabajo conjunto entre la Agencia Brasileña de Inteligencia y la Fiscalía Letrada Penal de Montevideo de Estupefacientes, lograron escuchas telefónicas que dieron con la desarticulación de la primera célula del PCC en Uruguay. En estas escuchas declaraban qué tipo de perfil delictivo buscaban en los reclutas en el Uruguay, así como los planes delictivos a ejecutar en dicho país. También mediante las intervenciones telefónicas, se conoció la existencia de al menos 84 miembros del PCC en territorio uruguayo. En diciembre de 2019 se capturan tres miembros del PCC en la ciudad de Progreso, en Canelones, tras haber asaltado una estación de servicio.

## El Estatuto del PCC
El Estatuto del PCC es una lista de principios de la organización criminal. El ítem 7 del documento dice que los miembros "estructurados" y libres deben contribuir con los demás miembros reclusos bajo la pena de "que sean condenados a la muerte, sin perdón". El estatuto predica "lealtad, respeto y solidaridad" a los miembros del grupo. Predica también una lucha por la "libertad, justicia y paz" y clama mejores condiciones en el sistema penitenciario brasileño (con foco en el Estado de São Paulo), alegando que los presos sufren torturas y actos inhumanos.

## Estructura
Hoy la organización es comandada por Marcos Willians Herbas Camacho, Marcola, y también por otro individuo que atiende por el nombre de código Cabeção. El PCC cuenta con varios integrantes que financian acciones ilegales en el Estado de São Paulo, como el secuestrador Wanderson Nilton de Paula Lima (el Andinho). Una de las características del PCC es el liderazgo ejercido en varias unidades del sistema penitenciario del Estado de São Paulo. Motines y rebeliones desatadas al mismo tiempo y con las mismas reivindicaciones, son indicativas de que tuvieron por origen órdenes emanadas en la cúpula del PCC. En 2001, ocurrió en todo el Estado de São Paulo la mayor rebelión generalizada de presos en la historia de Brasil hasta entonces, gracias al uso de teléfonos celulares entre ellos. Varios presidios de aquel estado, inclusive los del interior se rebelaron.

## Internacionalización
Actualmente el PCC se ha internacionalizado, contando aparentemente con el apoyo de redes mafiosas de Paraguay, Colombia, Bolivia y Uruguay, también con el de la megabanda Tren de Aragua.
El periodista y escritor, fiscal y doctor en derecho penal luso brasileño João Santa Terra Júnior analizó la relación entre diferentes políticos latinoamericanos y la organización entre ellos los lazos de Santiago Uribe Vélez medio hermano del expresidente colombiano quien abría coordinado el ingreso de la organización a Medellín a fines de los años 90 dónde montaron empresas de manejo de residuos a través de las cuáles blanqueaba dinero y del contador argentino Gustavo Arribas quien según las investigaciones de Terra era el encargado de blanquear el dinero del Comando a través de una serie de movimientos en Suiza blanqueando el dinero del narcotráfico mediante los contratos de compra venta de jugadores de fútbol entre Brasil y Argentina. Arribas llegaría años después a la Dirección de la Agencia Federal de Inteligencia (AFI) de Argentina durante el mandato de Mauricio Macri.